# The Cell
The Cell er en amerikansk thriller fra 2000, instrueret af Tarsem Singh.

## Handling
Dr. Moore (Jennifer Lopez) får i opgave at hjælpe FBI-agenten Peter Novak (Vince Vaughn) som lykkes at fange seriemorder Stargher (Vincent D'Onofrio). Morderen befinder sig i et katatoniskt tilstand og Novak har 48 timer til at finde og redde Starghers sidste offer. Den eneste som kan få svaret ud af Stargher er Dr. Moore. Hun har udviklet en metode.

## Medvirkende
- Jennifer Lopez som Catherine Deane
- Vince Vaughn som Peter Novak
- Marianne Jean-Baptiste som Dr. Miriam Kent
- Vincent D'Onofrio som Carl Stargher
- Jake Weber som Gordon Ramsey
- Dylan Baker som Henry West
- James Gammon som Teddy Lee
- Patrick Bauchau som Lucien Baines
- Tara Subkoff som Julia Hickson
- Catherine Sutherland som Anne Marie Vicksey
- Pruitt Taylor Vince som Dr. Reid

## Eksterne Henvisninger
- The Cell på Internet Movie Database (engelsk)
- The Cell på Filmdatabasen
- The Cell på Scope
- The Cell i Svensk Filmdatabas (svensk)
- The Cell på AlloCiné (fransk)
- The Cell på MovieMeter (nederlandsk)
- The Cell på AllMovie (engelsk)
- The Cell hos American Film Institute (engelsk)
- The Cell på Turner Classic Movies (engelsk)
- The Cell på The Movie Database (engelsk)